# Ariadna obscura
Ariadna obscura är en spindelart som först beskrevs av John Blackwall 1858.  Ariadna obscura ingår i släktet Ariadna och familjen sexögonspindlar. Inga underarter finns listade i Catalogue of Life.